# Orthorhinus cylindrirostris
Orthorhinus cylindrirostris, tên thông dụng Mọt voi, là một loài Curculionidae. Ở Úc chúng bị xem là loài gây hại lớn cho các công ty rượu vang.
Màu sắc và kích thước cực kỳ khác nhau với con lớn dài từ 10–20 mm..
Ấu trùng và con trưởng thành ăn nhiều loài thuộc Eucalypts.

## Hình ảnh

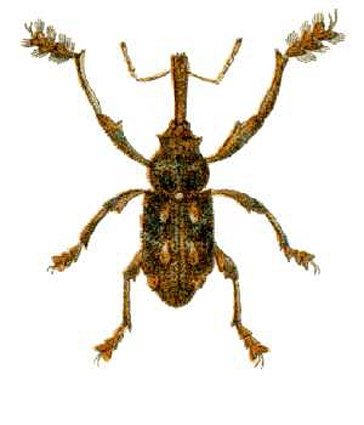
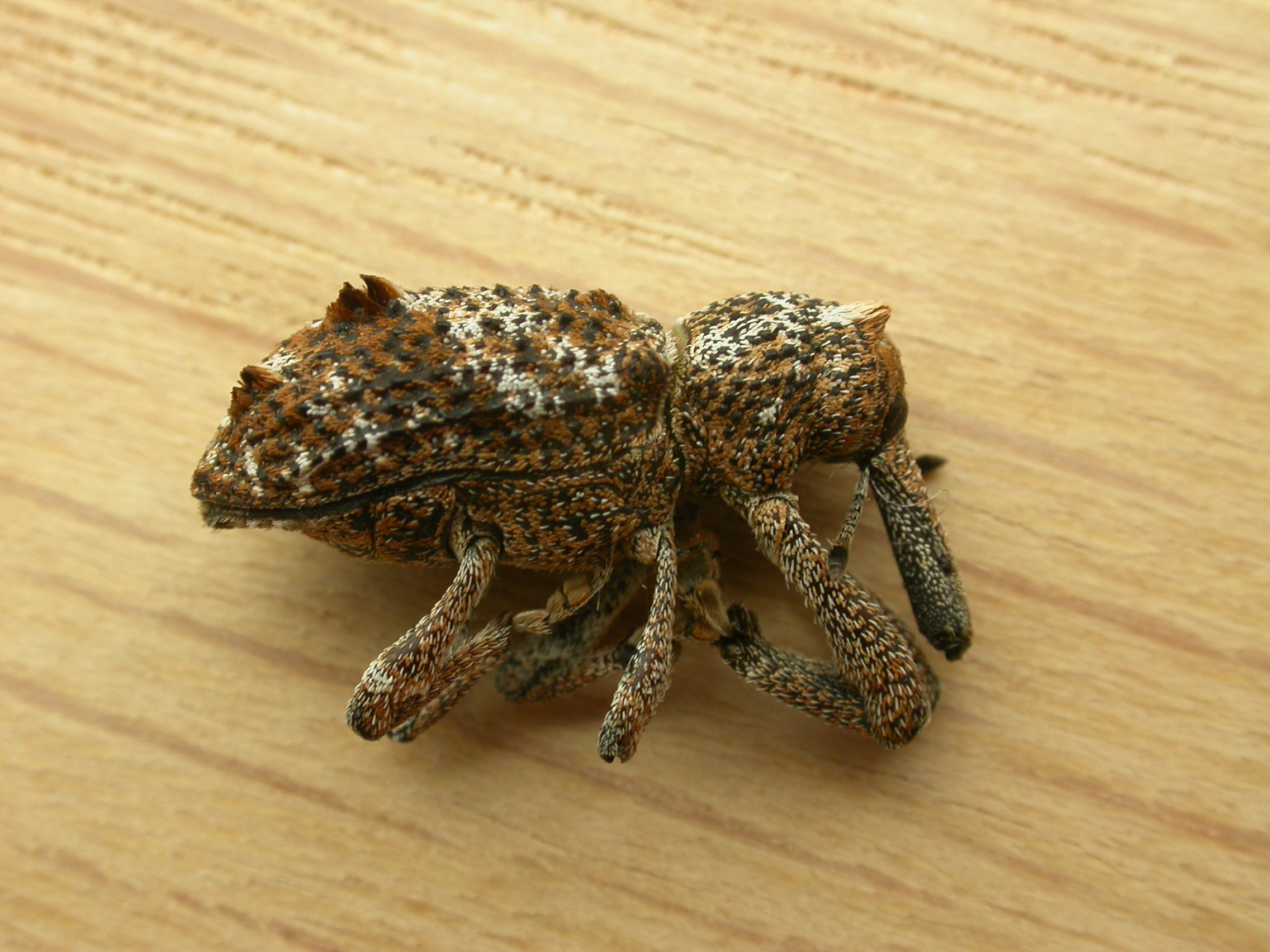
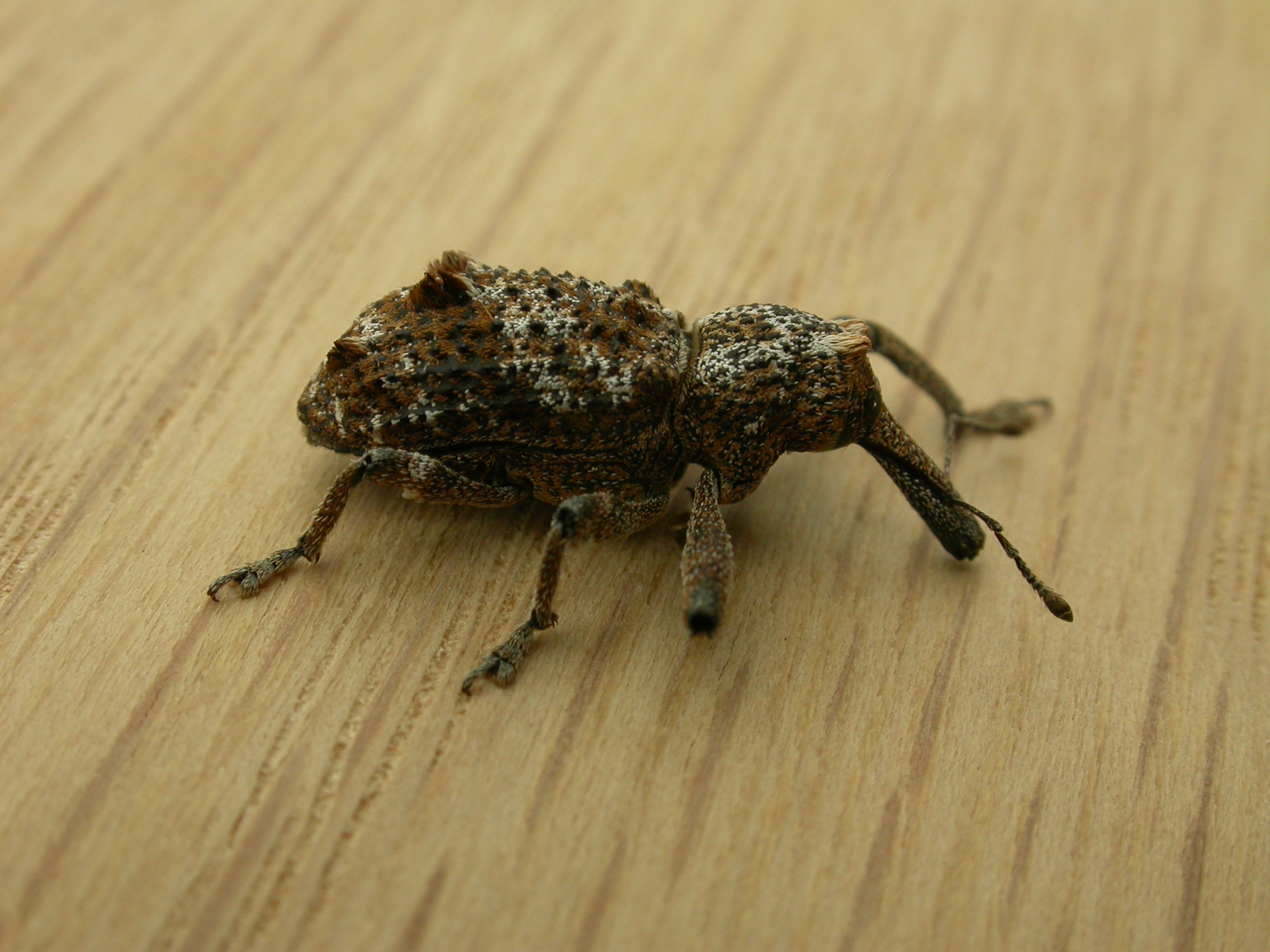
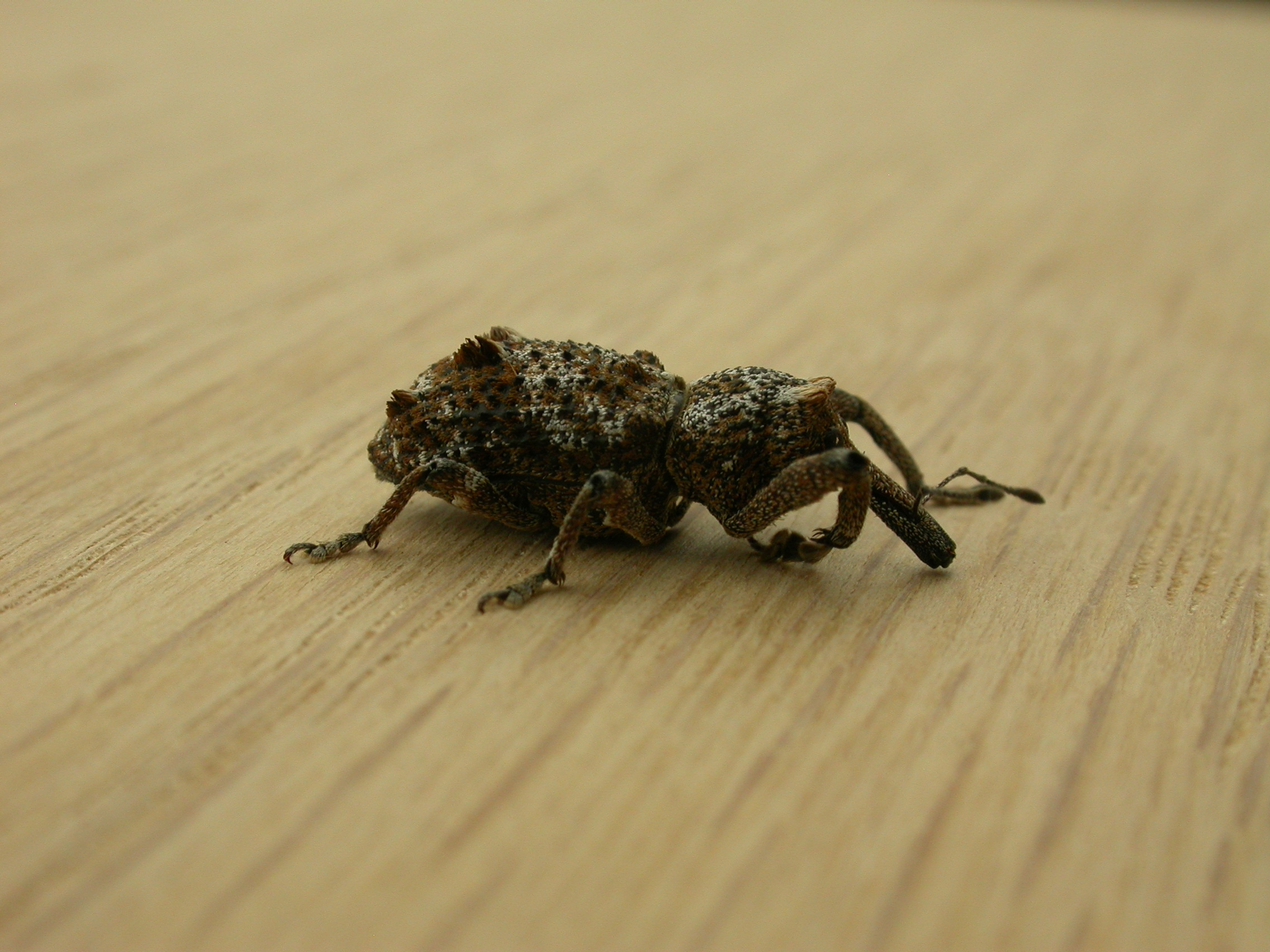